# L'Homme de Monterey
Pour plus de détails, voir Fiche technique et Distribution.
L'Homme de Monterey (The Man from Monterey) est un film américain réalisé par Mack V. Wright, sorti en 1933.

## Synopsis
Après avoir acquis le territoire qui deviendra la Californie, le gouvernement des États-Unis demande aux propriétaires terriens de faire enregistrer leurs terres, à défaut de quoi elles deviendraient une partie du domaine public. Don Pablo Gonzales, dans le but de s'approprier les terres de Don Jose Castanares, fait croire à ce dernier qu'il aurait intérêt à ne pas s'enregistrer. Le Capitaine John Holmes est envoyé dans le territoire pour convaincre les propriétaires. Il va rencontrer Dolores, la fille de Don Jose, mettre fin aux agissements de Don Pablo et finalement épouser Dolores.

## Fiche technique
- Titre original : The Man from Monterey
- Titre français : L'Homme de Monterey
- Réalisation : Mack V. Wright
- Scénario : Leslie Mason
- Photographie : Ted D. McCord
- Montage : William Clemens
- Musique : Leo F. Forbstein
- Production : Leon Schlesinger
- Production associée : Sid Rogell
- Société de production : Leon Schlesinger Studios
- Société de distribution : Warner Bros.
- Pays d'origine :  États-Unis
- Langue originale : anglais
- Format : noir et blanc — 35 mm — 1,37:1 — son Mono  (Western Electric Noiseless Recording)
- Genre : Western
- Durée : 57 minutes
- Dates de sortie : 
  - États-Unis : 15 juillet 1933
  - France : 15 février 1935

## Distribution
- John Wayne : Capitaine John Holmes
- Ruth Hall : Dolores Castanares
- Luis Alberni : Felipe
- Donald Reed : Don Luis Gonzales
- Nina Quartero : Anita Garcia
- Francis Ford : Don Pablo Gonzales
- Lafe McKee : Don Jose Castanares
- Lillian Leighton : Juanita
- Slim Whitaker : Jake Morgan

Acteurs non crédités
- Clarence Geldart : le colonel
- Tom London : Lieutenant Adams